# The Zygon Inversion
"The Zygon Inversion" é o oitavo episódio da nona temporada da série de ficção científica britânica Doctor Who, transmitido originalmente através da BBC One em 7 de novembro de 2015. É a segunda parte de uma história divida em dois capítulos, sendo a conclusão do episódio anterior, "The Zygon Invasion". Foi escrito por Peter Harness e Steven Moffat, e dirigido por Daniel Nettheim.
Neste episódio, que continua a narrativa do anterior, o alienígena viajante do tempo conhecido como o Doutor (Peter Capaldi) tenta impedir que os Zygons comecem uma guerra contra os humanos, ao mesmo tempo que busca salvar sua companheira Clara Oswald, que foi capturada por um dos seres extraterrestres, e que está usando sua forma para ter acesso a Caixa de Osgood, objeto que daria início ao plano dos Zygons.

## Enredo
Bonnie, líder de um pequeno grupo separatista dos Zygons que pretendem começar uma guerra com os humanos, tomou a forma de Clara, mantendo seu corpo em um casulo. A verdadeira encontra-se em uma versão presa em um sonho no seu apartamento, capaz de controlar as ações de Bonnie em pequeno grau, devido a uma conexão telepática entre elas. Clara é capaz de frustrar a primeira tentativa de Bonnie de abater o avião do Doutor. Embora o segundo ataque acertou o mesmo, a falha deu tempo suficiente para o Doutor e Osgood escaparem com segurança, saltando de paraquedas. Mais tarde, Bonnie encontra um Zygon pacífico disfarçado como ser humano, e faz com que seu corpo reverta para sua natureza Zygon em frente a um shopping center ao sul de Londres. Ela usa o celular de Clara para gravar e enviar as imagens, iniciando um pânico em todos os noticiários. Enquanto isso, Clara, por meio da conexão telepática, usa Bonnie para enviar uma mensagem de texto ao Doutor dizendo que ela está acordada, sem Bonnie ter consciência de que estava fazendo isso.
O Doutor então liga para Bonnie, e reconhece que Clara é capaz de dar-lhe pequenas pistas através de Bonnie como a localização de seu casulo. O Doutor e Osgood então vão para o shopping, o mesmo onde Bonnie gravou as imagens, encontrando-o vazio, com apenas o Zygon transformado. Temendo que ele poderia ter iniciado a guerra devido a se revelar, ele opta por suicidar-se, em vez de ser descoberto. Enquanto isso, Bonnie vai para a sede da UNIT para tentar encontrar informações sobre a caixa de Osgood, mas descobre que o Doutor deu essa informação para Clara. Interrogando essa última, via sua conexão telepática, Bonnie descobre que a caixa de Osgood está no arquivos negro da UNIT sob a Torre de Londres. O Doutor e Osgood, procurando por Clara, se encontram com o Zygon que disfarçou-se como Kate Stewart, e dois guardas, que os capturam e levam para se juntar a Bonnie. Quando eles se aproximam do arquivo negro, Kate revela que ela não é uma Zygon, depois de ter atirado e matado o ser que a encurralou em Truth or Consequences, Novo México, falsificado o relatório da sua morte para Bonnie. Ela mata os guardas Zygon, e o Doutor expressa sua frustração em seus métodos violentos.
Enquanto isso, Bonnie leva o casulo de Clara junto de si, de modo a obter acesso ao arquivo negro. No interior, Bonnie fica furiosa ao descobrir que existem duas caixas de Osgood idênticas, diferindo apenas pela cor. Ela chama o Doutor, que explica que a caixa tem um botão, que contém um meio que remover os disfarces de todos os 20 milhões de Zygons na Terra, que iria começar um pânico em massa e susceptível de conduzir a guerra, enquanto o botão de outra caixa iria liberar o gás venenoso que iria matar todos os Zygons. Bonnie exige que Clara seja removida de seu casulo para lhe perguntar diretamente qual era a caixa adequada, mas ela não sabe ao certo. Neste momento, o Doutor, Osgood, e Kate chegam, e Bonnie descobre que ao apertar o botão das caixas revelam um segundo conjunto de botões rotulados como "Verdade" e "Consequências" dentro delas.
Quando Bonnie prepara-se para pressionar um botão na caixa azul, o que quer expor os Zygons ou desfazer de suas formas humanas permanentemente, Kate prepara-se para fazer o mesmo na caixa vermelha, apesar de saber que ela quer liberar o gás venenoso ou ativar as armas nucleares sob Londres. O Doutor tenta fazer as duas a desistir - as caixas de Osgood eram um meio de assegurar a paz por causa das consequências das ações de ambos, revelando todos os Zygons ou matando todos. Eventualmente, depois que o Doutor admite as consequências que ele tinha de conviver desde a Guerra do Tempo, e tanto Bonnie como Kate desistem de apertar os botões, percebendo depois que as caixas estão vazias, e que são apenas uma manobra para evitar um desastre. Kate observa que uma vez que eles sabem disso, isso poderia fazer com que o tratado de paz ainda fosse quebrado, mas o Doutor diz que eles estiveram nesta situação quinze vezes antes, e ele então limpa suas memórias, usando os equipamentos do arquivo negro para conseguir isso novamente.
Desta vez, o Doutor poupa Bonnie de ter sua mente limpa, permitindo-lhe ter conhecimento da verdade para ajudar a manter a paz. Bonnie volta para sua forma Zygon e anuncia a todos os Zygons separatistas que eles vão viver pacificamente. Mais tarde,enquanto o Doutor e Clara preparam para sair, ele convida a Osgood a viajar na TARDIS, mas ela se recusa e, em vez disso revela seu novo duplicado - Bonnie, que assumiu uma nova forma depois de desistir de Clara. Nenhuma das Osgood admite qual delas é humano ou Zygon, ou se elas são ambas Zygons, mas elas concordam em ajudar a proteger a caixa de Osgood como o instruído.

### Continuidade
Kate Stewart descreve seu tiros, enquanto escapa do Zygon como "cinco tiros rápidos". Esta é uma frase intimamente associado com o pai de Kate, o Brigadeiro, que ele usou pela primeira vez em The Daemons.
O companheiro do Quarto Doutor, Harry Sullivan, é mencionado neste episódio pelo nome (ele só foi aludido no episódio anterior) com o desenvolvimento do Z67 - "Gás de Sullivan." - como um meio de parar os Zygons. O Doutor também refere-se a Sullivan como "o imbecil", uma referência ao arco Revenge of the Cybermen, onde o Doutor grita "Harry Sullivan é um imbecil!" após Sullivan provocar um deslizamento de rochas e, em seguida, tentar remover um Cyberbomb do Doutor sem desativar a armadilha.
O arquivo negro da UNIT, visto pela primeira vez em "The Day of the Doctor", contem itens de vários episódios passados, inclusive o capacete dos Mire, que apareceu pela primeira vez em "The Girl Who Died".
O Doutor afirma que ele mesmo planejava usar uma caixa com um botão para cometer assassinato em massa. Esta é uma referência a "The Day of the Doctor", quando três encarnações passadas do Doutor planejava usar O Momento, um máquina dos Senhores do Tempo, para acabar com a Guerra do Tempo.
Osgood diz que houve mais de um significado para a sigla TARDIS. O 'D' na TARDIS foi dado tanto como "dimensão" e "dimensões" durante a série clássica e a atual, dando o nome TARDIS dois significados diferentes. Em "The Next Doctor", Jackson Lake diz que sua "TARDIS" - na realidade, um balão de ar quente - significa "Tethered Aerial Release Developed In Style". Neste episódio, o Doutor dá ainda um outro significado: "Totally And Radically Driving In Space".
Enquanto ele se afasta, o Doutor diz as Osgoods "eu sou um grande fã", a mesma coisa que Osgood diz para o Décimo primeiro Doutor em "The Day of the Doctor".